# Senožete (gmina Laško)
Senožete – wieś w Słowenii, w gminie Laško. W 2018 roku liczyła 42 mieszkańców.